# 歌謡大行進
歌謡大行進（かようだいこうしん）は、1969年4月9日から1977年10月1日まで（平日版は1976年10月1日まで）、文化放送の平日昼の時間帯で放送されていたラジオ番組（帯番組）。

## 放送時間
- 月曜日 - 土曜日　15:00 - 16:30 （1969年4月9日 - 1973年9月）
- 月曜日 - 土曜日　15:00 - 16:00 （1973年10月 - 1974年10月5日）
- 月曜日 - 土曜日　12:00 - 13:00 （1974年10月7日 - 1975年4月）
- 月曜日 - 金曜日　12:00 - 13:00／土曜日　15:00 - 16:00 （1975年4月 - 1976年10月2日）
- 土曜日　15:00 - 16:00 （1976年10月9日 - 1977年10月1日）

## 概要
当時の人気芸能人・芸人らが日替わりで出演していた平日昼のワイドバラエティ番組である。1971年9月までは3部制で放送されていたが、1971年10月からは2部制になり、その後、部制が無くなった。1974年10月改編で15時台から12時台へ移動。1976年10月改編で平日放送分が終了し、その後は土曜日15時台のみでこの番組タイトルで放送を続け、1977年10月1日に終了した。
『歌謡大行進』のタイトルは、その後も同じ文化放送で、それぞれ全てが芸能人中心の日替わりパーソナリティであった『ナマワイド 歌謡大行進』（1978年4月3日 - 1979年9月28日）、『突撃!歌謡大行進』（1982年10月4日 - 1983年9月30日）、『新世紀歌謡大行進』（2000年12月 - 2004年9月、文化放送運営のBSQR489）に引き継がれた。

## パーソナリティ
（）

（1971年3月頃までは、パーソナリティが決められた曜日以外の、他曜日に出演することがあった。）

### 月曜
- 1969年4月 - 1970年7月：三遊亭歌奴[注釈 1]、林家三平、須藤典子
- 1970年8月 - 1971年3月：藤田まこと、林家三平、天地総子
- 1971年4月 - 1972年9月：コント55号
- 1972年10月 - 1973年3月：堺正章、奈良富士子 （→1973年4月から一緒に木曜日へ）
- 1973年4月 - 1975年3月：岸部シロー、小鹿ミキ
- 1975年4月 - 1975年9月：岸部シロー、水沢アキ
- 1975年10月 - 1976年9月：せんだみつお、うつみ宮土理

### 火曜
- 1969年4月 - 1970年7月：古今亭志ん馬 (6代目)、牧伸二／奈美悦子、綿貫由美 （隔週交代で出演）
- 1970年8月 - 1971年3月：コント55号、牧伸二、西川チビ太
- 1971年4月 - 1972年3月：牧伸二、可愛和美
- 1972年4月 - 1972年9月：牧伸二、内海好江
- 1972年10月 - 1973年3月：牧伸二、和田アキ子
- 1973年4月 - 1974年3月：てんぷくトリオ[注釈 2] → 三波伸介、伊東四朗
- 1974年4月 - 1975年9月：左とん平、朝丘雪路
- 1975年10月 - 1976年3月：坊屋三郎、和田アキ子
- 1976年4月 - 1976年9月：山城新伍、木之内みどり

### 水曜
- 1969年4月 - 1970年7月：天地総子、高松しげお、獅子てんや
- 1970年8月 - 1971年3月：高松しげお、早野凡平、水垣洋子
- 1971年4月 - 1973年3月：藤村俊二、岡田可愛
- 1973年4月 - 1974年3月：藤村俊二、酒井和歌子
- 1974年4月 - 1974年9月：藤村俊二、研ナオコ
- 1974年10月 - 1975年3月：藤村俊二、ちあきなおみ （→1975年4月からちあきは土曜日へ）
- 1975年4月 - 1976年9月：鈴木ヒロミツ、岡崎友紀

### 木曜
- 1969年4月 - 1970年7月：水垣洋子、なべおさみ
- 1970年8月 - 1971年3月：なべおさみ、中尾ミエ
- 1971年4月 - 1972年3月：堺正章、児島美ゆき
- 1972年4月 - 1972年9月：堺正章、南沙織 （→1972年10月から堺は月曜日へ）
- 1972年10月 - 1973年3月：坂上二郎、小川知子
- 1973年4月 - 1974年3月：堺正章、奈良富士子
- 1974年4月 - 1975年9月：堺正章、アン・ルイス
- 1975年10月 - 1976年9月：海原千里・万里

### 金曜
- 1969年4月 - 1969年12月：立川談志、林家こん平、三浦布美子
- 1970年1月 - 1970年7月：大原麗子、三遊亭小圓遊、林家こん平
- 1970年8月 - 1971年3月：藤村俊二、小松政夫／松岡きっこ、吾妻ひな子 （隔週交代で出演）
- 1971年4月 - 1972年3月：小島三児、楠トシエ
- 1972年4月 - 1975年9月：桂歌丸、三遊亭小圓遊
- 1975年10月 - 1976年9月：三波伸介、ケイ・アンナ

### 土曜
- 1969年4月 - 1970年7月：月の家円鏡、三笠麗子
- 1970年8月 - 1971年3月：ザ・ドリフターズ、左卜全
- 1971年4月 - 1975年3月：ヒデとロザンナ
- 1975年4月 - 1976年3月：ちあきなおみ、豊川誕
- 1976年4月 - 1977年10月：泉ピン子、湯原昌幸

## ネット局
- STVラジオ
- 西日本放送
- 九州朝日放送
  - 放送時間はいずれも月曜日 - 金曜日　15:00 - 15:50（1973年〜1976年当時。いずれも1976年9月で終了。土曜日は放送無し。）